# TreeFrog Therapeutics
Treefrog Therapeutics est une entreprise française de biotechnologie dont le siège est à Pessac en France. Elle est spécialisée dans la culture des cellules souches, leur différentiation, leur conditionnement.

## Histoire
La société est créée en 2018 par Kevin Alessandri et Maxime Feyeux, normaliens, docteurs en physique et biologie. Maxime Feyeux avait fait une thèse sur les cellules souches pluripotentes. Les fondateurs  se rencontrent en Suisse en 2013 et s'installent à Bordeaux en 2015, où ils s'associent à Jean-Luc Treillou.
En 2019, l'entreprise lève 6,5 millions d'euros auprès de capitaux risque tels que XAnge.
Au début, la recherche sur les cellules souche a lieu dans les locaux de l'ENSTBB. Ainsi, en 2019, c'est dans une salle de culture de 10 m2 qu'ils installent un bioréacteur pour cultiver les cellules souche, encapsulées dans des petites billes à base d'hydrogel, technique baptisée C-Stem. Les cellules souches sont ensuite programmées et se différencient.
En novembre 2020, TreeFrog signe un partenariat avec l'Établissement français du sang pour la production de Cellules souches hématopoïétiques nécessaires au traitement de différentes maladies dégénératives.
En 2021, TreeFrog arrive à produire 15 milliards de cellules souches dans un bioréacteur de 10 litres en une semaine, dans une nouvelle salle blanche de 200 m2. Kevin Alessandri s'installe à Boston, pour développer l'activité aux Etats-Unis. Frédéric Desdouits devient le nouveau président. L'entreprise procède alors à une nouvelle levée de fonds de 64 millions d'euros, principalement auprès de Bpifrance, Leonard Green & Partners (en) et Bristol-Myers Squibb, portant ainsi sa levée totale à 70,5 millions d'euros entre sa création et fin 2021. Le principal objectif de la production de cellules souches est alors de s'attaquer à la Maladie de Parkinson, mais de nombreux autres débouchés des cellules souches commencent à se concrétiser .
En 2024, Vertex Pharmaceuticals signe un contrat comportant un paiement immédiat de 23,5 millions de dollars et d'un montant maximum de 730 millions de dollars pour l'acquisition d'une licence exclusive de la technologie C-Stem pour le diabète de type 1. L'objectif est de produire jusqu'à 150 milliard de cellules souches par lot, et de les vérifier,,,.
En janvier 2025, TreeFrog Therapeutics établit son quartier général américain dans Cambridgeport Labs.

## Distinctions
- Prix Galien Medstartup (décembre 2020)[6].
- Best Poster Award of the International Society for Cell & Gene Therapy (ISCT) concernant le traitement de la maladie de Parkinson (Vancouver, mai 2024)[13]